# ゲナサウルス類
ゲナサウルス類（ゲナサウルスるい、学名: Genasauria）は、鳥盤類に属する恐竜の一群である。ゲナサウリア、ゲナサウリア類、頬竜類（ほほりゅうるい）ともいう。

## 概要
絶滅したくちばしを持つ草食恐竜の系統群である。このグループは1986年、古生物学者ポール・セレノにより初めて命名され、一般的は装甲をもつ装盾類と角竜類やカモノハシ恐竜を含む角脚類に分けられた。セレノによる定義ではアンキロサウルス・マグニヴェントリスとパキケファロサウルス・ワイオミンゲンシスとパラサウロロフス・ワルケリとステゴサウルス・ステノプスとトリケラトプス・ホリドゥスの最も近い共通祖先とその全ての子孫から構成される。ゲナサウリアの名称は最初の数年間セレノのみによって使用されていたが、現在では広範に使用されるようになっている。